# Меркуль, Василий Тимофеевич
Василий Тимофеевич Меркуль (1897,  д. Куровщина, Могилёвская губерния, Российская империя  — 12 ноября 1944, Минская область, БССР, СССР ) — советский белорусский партийный и государственный деятель, один из  организаторов и руководителей партизанского движения в Белоруссии. Был представлен к званию Героя Советского Союза (1943).

## Биография
Родился в 1897 году  в деревне  Куровщина,  ныне д. Стайки Межевского сельсовета Оршанского района Витебской области Белоруссии. Белорус.
В 1914 году начал свою трудовую деятельность.
С 1919 года по 1922 год на службе в РККА, служил в железнодорожном отряде, участник гражданской войны.
С 1924 года на хозяйственной и советской работе. Член ВКП(б) с 1925 года.
В 1932 году окончил Коммунистический университет Белоруссии им. В.И.Ленина в  городе Минск. Работал заведующим финотделом Червенского райисполкома.
В 1938 году назначен на должность председателя Старобинского райисполкома.
С началом Великой Отечественной войны в конце июня 1941 года из партийного актива города Старобина  В.Т.Меркуль  создал и возглавил партизанский отряд из 40 человек.
В конце июля 1941 в Старобине был избран подпольный райком партии во главе с В.Т.Меркулем, куда вошли И.Е.Жевнов, редактор районной газеты «Пагранічная праўда» и Н.И.Бондаровец, районный уполномоченный комитета заготовок по Старобинскому району.
При поддержке подпольного райкома было создано три партизанских отряда:
·     Старобинский (актив района) – 60 человек, командир И.М.Мурашко (позже его заменил А.З.Протасеня)
·     Долговский – 25 человек, командир Г.Стешиц.
·     Домановичский и Червоноозерский - 23 и 25 человек соответственно - командир Я.Бердникович (позже – И.Петренко).
В августе 1941 года они вошли в основной отряд - Старобинский (позже отряд им. И.В.Сталина) под командованием В.Т.Меркуля.
В ноябре 1941 года на территорию Старобинского района прибыл отряд В.З.Коржа в составе 20 человек. Было принято решение присоеденить данный отряд к Старобинскому, образовав один крупный партизанский отряд, командир – В.З.Корж, комиссар – Н.И.Бондаровец. В октябре 1942 года, после гибели Н.И.Бондаровца место комиссара отряда занял В.Т.Меркуль. Старобинский отряд за 1942 год вырос до 700 человек. Осенью 1942 года отряд был выведен в Любанский район.
В марте 1943 года В.Т. Меркуль с группой партизан (около 90 человек) вернулся в Старобинский район, в конце мая его отряд насчитывал 415 человек.
В июне 1943 была создана 101-я бригада имени Александра Невского под командованием Д.Т.Гуляева, комиссар – В.Т.Меркуль.
Одновременно с 1941 года по 1944 год был первым секретарём Старобинского подпольного райкома КП(б)Б.
За время боевых действий партизаны под руководством Меркуля нанесли значительный урон  в живой силе, технике и коммуникациям противника, за что В.Т.Меркуль был награждён боевыми наградами,  кроме того он был представлен к званию Героя Советского Союза, но награждён орденом Кутузова 1-й степени.
В июле 1944 года, после освобождения  Старобинского района от немецко-фашистских захватчиков,  В.Т.Меркуль был назначен  заместителем председателя Минского облисполкома.
12 ноября 1944 года В.Т.Меркуль погиб в автокатастрофе. Похоронен на Военном кладбище города Минска.
7 января 1960 года одной из улиц в Солигорске присвоено названия – ул. им. Меркуля, но в связи с застройкой микрорайонов многоэтажными домами исчезла с карты города, до наших дней улица не сохранилась.

## Награды
- орден Красного Знамени (13.11.1942)[4]
- орден Кутузова I степени (15.08.1944)[5]
- орден Отечественной войны I степени (01.01.1944)[6]
- медаль «Партизану Отечественной войны» 1-й степени (19.03.1943)[3]
- наградное оружие от имени К. Е. Ворошилова (1942)[2]